# Brigitte Leeners
Brigitte Leeners (geboren 1966) ist Gynäkologin, Reproduktionsendokrinologin und Psychotherapeutin. Seit 2020 ist sie Klinikdirektorin an der Klinik für Reproduktions-Endokrinologie am Universitätsspital Zürich.

## Leben
Brigitte Leeners studierte an der Heinrich-Heine-Universität in Düsseldorf Medizin. Ihr wurde dort mit ihrer Dissertation summa cum laude der Doktortitel der Medizin verliehen. An der Ärztekammer Nordrhein erlangte sie den Facharzt für Gynäkologie und Geburtshilfe und die Zusatzbezeichnung Psychotherapie und bildete sich danach in Sexualmedizin und -therapie und Körpertherapie weiter. 2007 habilitierte Brigitte Leeners in Frauenheilkunde und Geburtshilfe an der Rheinisch-Westfälischen Technischen Hochschule Aachen. Seit 2003 ist Brigitte Leeners am Universitätsspital Zürich tätig. Unter anderem leitete sie dort die interdisziplinäre sexualmedizinische Sprechstunde und leitete die klinische Forschung an der Klinik für Reproduktions-Endokrinologie am USZ.
2002 wurde Brigitte Leeners Fachärztin für Frauenheilkunde und Geburtshilfe. Mit Besuchen in Kinderwunschzentren in New York, San Francisco und einem Aufenthalt als Visiting Professor an der University of Auckland, Neuseeland, absolvierte Brigitte Leeners mehrere internationale Stationen. Leeners wurde 2014 zur Titularprofessorin an der UZH ernannt. Seit 2015 war sie leitende Ärztin an der Klinik für Reproduktions-Endokrinologie am USZ, 2020 wurde sie Direktorin der Klinik.
Brigitte Leeners hat über 280 Originalarbeiten, Übersichtsarbeiten, Bücher und Buchkapitel im Bereich Gynäkopsychosomatik und gynäkologisch-sexualmedizinische Endokrinologie verfasst. Sie forscht unter anderem zu Endometriose, dem weiblichen Zyklus, Unfruchtbarkeit, Kinderwunschbehandlungen und Sexualität bei jungen Erwachsenen.
Brigitte Leeners ist engagiert im Editorial Board zweier führender endokrinologischer Journale und wirkt als Gutachterin für zahlreiche Fachzeitschriften sowie von Forschungsförderungsgesuchen an die Krebsliga Schweiz. Sie ist Mitglied der Eidgenössischen Kommission für genetische Untersuchungen beim Menschen (GUMEK) und Co-Direktorin des universitären Forschungsschwerpunktprogramm "Human Reproduction Reloaded" (H2R), dass die sich rasch verändernde medizinische Technologie der menschlichen Fortpflanzung und ihre soziologischen, gesellschaftlichen, ethischen und rechtlichen Auswirkungen untersucht. Dieses interdisziplinäre URPP versucht insbesondere, die gesellschaftlichen Auswirkungen und rechtlichen Herausforderungen dieser Technologie zu verstehen und politische Leitlinien zu erarbeiten.
Seit 2024 ist sie Stiftungsrätin der USZ-Foundation. Die USZ Foundation ist eine selbstständige, gemeinnützige Stiftung des Universitätsspitals Zürich, die medizinische Innovationen am USZ fördert, um die Lebensqualität der Menschen zu verbessern.